# Socjobiologia
Socjobiologia – syntetyczna dyscyplina naukowa, której celem jest wyjaśnianie zachowań społecznych, także zachowań Homo sapiens, poprzez rozpatrywanie ich w kontekście działania doboru naturalnego jako mechanizmu działającego na poziomie organizmu lub poszczególnych genów (egoizm genetyczny). Socjobiologia jest często traktowana jako część biologii i socjologii, ma związki z etologią, ewolucjonizmem, zoologią, genetyką populacyjną i innymi dyscyplinami. W ramach studiów nad społecznościami ludzkimi socjobiologia jest ściśle związana z ekologią behawioralną i psychologią ewolucyjną. Celem socjobiologii człowieka jest uporządkowanie faktów dotyczących organizacji społecznej z punktu widzenia przystosowywania się grup społecznych do środowiska w wyniku ewolucji.
Socjobiologia stosuje matematyczne modele do opisu zachowania zwierząt oraz ich stabilności ewolucyjnej. Ponieważ dzięki temu możliwe są matematyczne dowody poprawności teorii socjobiologicznych, symulacje komputerowe oraz tworzenie hipotez falsyfikowalnych, metody socjobiologiczne wyparły wcześniejszą metodykę wyjaśniania zachowań zwierząt opartą na zasadzie "to brzmi przekonująco, więc to musi być prawda". Najszerzej znanym sukcesem socjobiologii jest wyjaśnienie zachowań altruistycznych. Modele socjobiologiczne wyjaśniły też wiele trudnych faktów dotyczących struktury społecznej i zachowań seksualnych zwierząt. Socjobiologia używa szeroko wyników teorii gier.

## Rozwój socjobiologii
Socjobiologia powstała jako reakcja na rozwijające się na początku drugiej połowy XX wieku koncepcje doboru grupowego. George C. Williams zaproponował koncepcję, w której jednostką doboru może być gen, co zostało rozwinięte przez Williama Hamiltona w koncepcji łączne wartości dostosowawczej (inclusive fitness). Termin socjobiologia został stworzony przez Edwarda Osborne'a Wilsona w latach 70. XX wieku. Pierwotnie głównym obszarem zainteresowania socjobiologii były owady społeczne (mrówki, pszczoły, osy, termity) oraz naczelne inne niż człowiek, ale także zwierzęta, które wykazują zachowania społeczne w mniejszym zakresie. W odróżnieniu od zajmującej się zachowaniem zwierząt etologii, socjobiologia była tworzona z myślą o zastąpieniu nią nauk humanistycznych, które ignorowały biologiczną naturę człowieka. Przebudowanie nauk społecznych wiązało się z odkrywaniem głębokich struktur natury ludzkiej, zdeterminowanych przez cztery kategorie zachowań: altruizm, agresję, religię oraz seksualność. 
Jednym z głównych propagatorów i popularyzatorów socjobiologii stał się Richard Dawkins. Dziedziną, która wywodzi się z badań socjobiologicznych ludzi, jest memetyka, analizująca ewolucję memów, który to termin został wprowadzony przez Dawkinsa. Powstała ona jako efekt krytyki socjobiologii niepotrafiącej odpowiednio wyjaśniać zagadnień dotyczących świadomości oraz kultury . W Konsiliencji Edward O. Wilson zauważa, że neurobiologiczne podejście do kultury mogłoby wzbogacić semiotykę. Wcześniej z Charlesem Lumsdenem Wilson, uznając część postulatów przedstawianych przez krytyków socjobiologii zgodził się, że nie jest ona w stanie wyjaśnić ludzkiej umysłowości, zaproponował koncepcję koewolucji genetyczno-kulturowej .

## Podział socjobiologii
Podział socjobiologii ze względu na przedmiot zainteresowania pojawił się po II wojnie światowej i zakłada 2 aspekty:
- pop – w którym przedmiotem zainteresowania jest człowiek
- narrow – w którym przedmiotem zainteresowania są inne gatunki

4 filary socjobiologii:
1. I filar – oparty na teorii ewolucji Karola Darwina, podporządkowany tezie, że człowiek podlega ewolucji, a zatem pochodzi od zmodyfikowanych gatunków
2. II filar – zdefiniowany przez Wiliama Hamiltona, oparty na jego 3 tezach:
  1. jednostką doboru naturalnego jest nie jednostka, a pojedynczy gen
  2. podstawowym mechanizmem wyjaśniania zachowań społecznych jest analiza sposobów przekazania własnego genu jak najdalej w przyszłość i najszerzej przestrzennie
  3. promowanie osobników spokrewnionych
3. III filar – Robert Trivers i jego teoria optymizacji (altruizm twardy, altruizm odwzajemniony)
4. IV filar – teoria gier (John Maynard Smith)

## Krytyka socjobiologii
Socjobiologia stała się polem naukowych kontrowersji. Krytyka, której prominentnymi przedstawicielami byli Richard Lewontin i Stephen Jay Gould, koncentruje się na socjobiologicznym założeniu, że geny grają podstawową rolę w kształtowaniu ludzkiego zachowania i że istnieją nieprzezwyciężalne ograniczenia w redukowaniu takich cech jak np. agresja. W ujęciu Goulda socjobiologia wychodzi za daleko poza obszar jej badań i uderza w kwestie dotyczące etyki, pozwalając na usprawiedliwianie egoizmu i redukując status osoby. Inną tezą często obecną w koncepcji socjobiologii, krytykowaną z perspektywy filozofii nauki, jest niedający się udowodnić z przesłanek socjobiologicznych (a mimo to postulowany jako ich wniosek) naturalizm (np. w przypadku E.O. Wilsona). W latach 70. XX wieku Wilsona oskarżano o propagowanie koncepcji, które doprowadziły do pojawienia się zbrodni w nazistowskich Niemczech, a jego samego określano mianem faszystowskiego uczonego, wobec czego część badaczy zajmujących się socjobiologią zrezygnowała z używania tego terminu.
Główny zarzut dotyczący „tolerowania” czy wręcz „akceptowania” zachowań uchodzących w kulturze za niemoralne wynika (zdaniem zwolenników socjobiologii) w znacznej części z niezrozumienia istoty założeń socjobiologii. Teorie socjobiologiczne nie wypowiadają się wcale na temat „słuszności” jakichś zachowań i nie wartościują ich, oraz nie twierdzą, że kultura nie powinna na te zachowania wpływać.

## Publikacje E.O. Wilsona dotyczące socjobiologii
- E.O.Wilson, "Sociobiology: The New Synthesis", Harvard 1975.
- E.O.Wilson, "Moralność genu. Od socjobiologii do socjologii", PIW Warszawa 1991.
- E.O.Wilson, "Różnorodność życia", PIW Warszawa 1999.
- E.O.Wilson, "Konsiliencja: Jedność wiedzy", Zysk i S-ka, Poznań 2002.